# Marcel Bezençon Awards
I Premi Marcel Bezençon (in inglese Marcel Bezençon Awards) sono un insieme di premi musicali consegnati ad alcuni artisti dell'Eurovision Song Contest a partire dal 2002. Tra il 2005 e il 2015 anche l'emittente svedese Sveriges Television ha premiato alcuni partecipanti al Melodifestival con dei Premi Marcel Bezençon indipendenti.
I premi prendono il nome dal direttore dell'Unione europea di radiodiffusione e fondatore dell'Eurofestival Marcel Bezençon.
I premi sono suddivisi in 3 categorie:
- Premio della stampa: per la miglior voce che viene votata dalla stampa durante l'evento.
- Premio artistico: per il miglior artista, votato fino al 2009 dai vincitori delle scorse edizioni. Dal 2010 in poi votato dai commentatori.
- Premio della composizione musicale: per la miglior composizione musicale che viene votata da una giuria di compositori.

## Vincitori

### Premio della stampa
| Anno | Paese               | Canzone                       | Vincitore                       | Risultato finale | Punti |
| ---- | ------------------- | ----------------------------- | ------------------------------- | ---------------- | ----- |
| 2002 | Francia             | Il faut du temps              | Sandrine François               | 5º               | 104   |
| 2003 | Turchia             | Everyway That I Can           | Sertab Erener                   | 1º               | 167   |
| 2004 | Serbia e Montenegro | Lane moje                     | Željko Joksimović               | 2º               | 263   |
| 2005 | Malta               | Angel                         | Chiara Siracusa                 | 2º               | 192   |
| 2006 | Finlandia           | Hard Rock Hallelujah          | Lordi                           | 1º               | 292   |
| 2007 | Ucraina             | Dancing Lasha Tumbai          | Vjerka Serdjučka                | 2º               | 235   |
| 2008 | Portogallo          | Senhora do mar (Negras águas) | Vânia Fernandes                 | 13º              | 69    |
| 2009 | Norvegia            | Fairytale                     | Alexander Rybak                 | 1º               | 387   |
| 2010 | Israele             | Milim                         | Harel Skaat                     | 14º              | 71    |
| 2011 | Finlandia           | Da Da Dam                     | Paradise Oskar                  | 21º              | 57    |
| 2012 | Azerbaigian         | When the Music Dies           | Səbinə Babayeva                 | 4º               | 150   |
| 2013 | Georgia             | Waterfall                     | Nodi Tatishvili e Sopo Gelovani | 15º              | 50    |
| 2014 | Austria             | Rise like a Phoenix           | Conchita Wurst                  | 1º               | 290   |
| 2015 | Italia              | Grande amore                  | Il Volo                         | 3º               | 292   |
| 2016 | Russia              | You Are the Only One          | Sergej Lazarev                  | 3º               | 491   |
| 2017 | Italia              | Occidentali's Karma           | Francesco Gabbani               | 6º               | 334   |
| 2018 | Francia             | Mercy                         | Madame Monsieur                 | 13º              | 173   |
| 2019 | Paesi Bassi         | Arcade                        | Duncan Laurence                 | 1º               | 492   |
| 2021 | Francia             | Voilà                         | Barbara Pravi                   | 2º               | 499   |
| 2022 | Regno Unito         | Space Man                     | Sam Ryder                       | 2º               | 466   |
| 2023 | Svezia              | Tattoo                        | Loreen                          | 1º               | 583   |
| 2024 | Croazia             | Rim Tim Tagi Dim              | Baby Lasagna                    | 2º               | 547   |
| 2025 | Francia             | Maman                         | Louane                          | 7º               | 230   |

### Premio artistico
Premio attribuito dal 2002 al 2009 dai vincitori delle precedenti edizioni del Festival. Dal 2010 la giuria di artisti è stata sostituita da una composta dai presentatori/commentatori dello spettacolo.
| Anno | Paese       | Canzone                  | Vincitore          | Posizione | Punti |
| ---- | ----------- | ------------------------ | ------------------ | --------- | ----- |
| 2002 | Svezia      | Never Let It Go          | Afro-dite          | 8º        | 72    |
| 2003 | Paesi Bassi | One More Night           | Esther Hart        | 13º       | 45    |
| 2004 | Ucraina     | Wild Dances              | Ruslana            | 1º        | 280   |
| 2005 | Grecia      | My Number One            | Helena Paparizou   | 1º        | 230   |
| 2006 | Svezia      | Invincible               | Carola             | 5º        | 170   |
| 2007 | Serbia      | Molitva                  | Marija Šerifović   | 1º        | 268   |
| 2008 | Ucraina     | Shady Lady               | Ani Lorak          | 2º        | 230   |
| 2009 | Francia     | Et s'il fallait le faire | Patricia Kaas      | 8º        | 107   |
| 2010 | Israele     | Milim                    | Harel Skaat        | 14º       | 71    |
| 2011 | Irlanda     | Lipstick                 | Jedward            | 8º        | 119   |
| 2012 | Svezia      | Euphoria                 | Loreen             | 1º        | 372   |
| 2013 | Azerbaigian | Hold Me                  | Fərid Məmmədov     | 2º        | 234   |
| 2014 | Paesi Bassi | Calm After the Storm     | The Common Linnets | 2º        | 238   |
| 2015 | Svezia      | Heroes                   | Måns Zelmerlöw     | 1º        | 365   |
| 2016 | Ucraina     | 1944                     | Jamala             | 1º        | 534   |
| 2017 | Portogallo  | Amar pelos dois          | Salvador Sobral    | 1º        | 758   |
| 2018 | Cipro       | Fuego                    | Eleni Foureira     | 2º        | 436   |
| 2019 | Australia   | Zero Gravity             | Kate Miller-Heidke | 9º        | 285   |
| 2021 | Francia     | Voilà                    | Barbara Pravi      | 2º        | 499   |
| 2022 | Serbia      | In corpore sano          | Konstrakta         | 5º        | 312   |
| 2023 | Svezia      | Tattoo                   | Loreen             | 1º        | 583   |
| 2024 | Svizzera    | The Code                 | Nemo               | 1º        | 591   |
| 2025 | Francia     | Maman                    | Louane             | 7º        | 230   |

### Vincitori del premio compositori
| Anno | Paese                | Canzone               | Compositore                                                          | Cantante                  | Posizione | Punti |
| ---- | -------------------- | --------------------- | -------------------------------------------------------------------- | ------------------------- | --------- | ----- |
| 2004 | Cipro                | Stronger Every Minute | Mike Konnaris                                                        | Lisa Andreas              | 5º        | 170   |
| 2005 | Serbia e Montenegro  | Zauvijek moja         | Slaven Knezović, Milan Perić                                         | No Name                   | 7º        | 137   |
| 2006 | Bosnia ed Erzegovina | Lejla                 | Željko Joksimović, Fahrudin Pecikoza, Dejan Ivanović                 | Hari Mata Hari            | 3º        | 229   |
| 2007 | Ungheria             | Unubstantial Blues    | Magdi Ruzsa, Imre Mózsik                                             | Magdolna Rúzsa            | 9º        | 128   |
| 2008 | Romania              | Pe-o margine de lume  | Andrei Tudor, Andreea Andrei, Adina Şuteu                            | Nico & Vlad               | 20º       | 45    |
| 2009 | Bosnia ed Erzegovina | Bistra voda           | Aleksandar Čović                                                     | Regina                    | 9º        | 106   |
| 2010 | Israele              | Milim                 | Tomer Hadadi, Noam Horev                                             | Harel Skaat               | 14º       | 71    |
| 2011 | Francia              | Sognu                 | Daniel Moyne, Quentin Bachelet, Jean-Pierre Marcellesi, Julie Miller | Amaury Vassili            | 15º       | 82    |
| 2012 | Svezia               | Euphoria              | Thomas G:son, Peter Boström                                          | Loreen                    | 1º        | 372   |
| 2013 | Svezia               | You                   | Robin Stjernberg, Linnea Deb, Joy Deb, Joakim Harestad Haukaas       | Robin Stjernberg          | 14º       | 62    |
| 2014 | Paesi Bassi          | Calm After the Storm  | Ilse DeLange, JB Meijers, Rob Crosby, Matthew Crosby, Jake Etheridge | The Common Linnets        | 2º        | 238   |
| 2015 | Norvegia             | A Monster like Me     | Kjetil Mørland                                                       | Mørland & Debrah Scarlett | 8º        | 102   |
| 2016 | Australia            | Sound of Silence      | Anthony Egizii, David Musumeci                                       | Dami Im                   | 2º        | 511   |
| 2017 | Portogallo           | Amar pelos dois       | Luísa Sobral                                                         | Salvador Sobral           | 1º        | 758   |
| 2018 | Bulgaria             | Bones                 | Borislav Milanov, Trey Campbell, Joacim Persson, Dag Lundberg        | Equinox                   | 14º       | 166   |
| 2019 | Italia               | Soldi                 | Charlie Charles, Dario Faini, Alessandro Mahmoud                     | Mahmood                   | 2º        | 465   |
| 2021 | Svizzera             | Tout l'univers        | Gjon Muharremaj, Wouter Hardy, Nina Sampermans, Xavier Michel        | Gjon's Tears              | 3º        | 432   |
| 2022 | Svezia               | Hold Me Closer        | Isa Molin, David Zandén, Cornelia Jakobsdotter                       | Cornelia Jakobs           | 4º        | 438   |
| 2023 | Italia               | Due vite              | Davide Petrella, Marco Mengoni                                       | Marco Mengoni             | 4º        | 350   |
| 2024 | Svizzera             | The Code              | Benjamin Alasu, Lasse Midtsian Nymann, Linda Dale, Nemo Mettler      | Nemo                      | 1º        | 591   |
| 2025 | Svizzera             | Voyage                | Zoë Kressler, Emily Middlemas, Tom Oehler.                           | Zoë Më                    | 10º       | 214   |

## Fan Award
Il premio Fan Award è stato assegnato nel 2002 e nel 2003, e votato dai membri del OGAE, per poi essere sostituito dal premio per il miglior componimento musicale. È stato successivamente reintrodotto a Belgrado nel 2008 per poi non essere più assegnato nel corso degli anni.
| Anno | Paese vincitore | Cantante          | Canzone         | Posizionamento in gara |
| ---- | --------------- | ----------------- | --------------- | ---------------------- |
| 2002 | Finlandia       | Laura Voutilainen | Addicted to You | 20º                    |
| 2003 | Spagna          | Beth              | Dime            | 8º                     |
| 2008 | Armenia         | Sirusho           | Qelè Qelè       | 4º                     |

## Classifiche
| Paese                | Stampa | Artistico | Compositore | Fan | Totali |
| -------------------- | ------ | --------- | ----------- | --- | ------ |
| Francia              | 4      | 3         | 1           |     | 8      |
| Svezia               |        | 4         | 3           |     | 7      |
| Paesi Bassi          | 1      | 2         | 1           |     | 4      |
| Italia               | 2      |           | 2           |     | 4      |
| Svizzera             |        | 1         | 3           |     | 4      |
| Israele              | 1      | 1         | 1           |     | 3      |
| Portogallo           | 1      | 1         | 1           |     | 3      |
| Ucraina              | 1      | 2         |             |     | 3      |
| Finlandia            | 2      |           |             | 1   | 3      |
| Azerbaigian          | 1      | 1         |             |     | 2      |
| Serbia e Montenegro  | 1      |           | 1           |     | 2      |
| Bosnia ed Erzegovina |        |           | 2           |     | 2      |
| Cipro                |        | 1         | 1           |     | 2      |
| Australia            |        | 1         | 1           |     | 2      |
| Serbia               |        | 2         |             |     | 2      |
| Austria              | 1      |           |             |     | 1      |
| Bulgaria             |        |           | 1           |     | 1      |
| Georgia              | 1      |           |             |     | 1      |
| Grecia               |        | 1         |             |     | 1      |
| Irlanda              |        | 1         |             |     | 1      |
| Malta                | 1      |           |             |     | 1      |
| Norvegia             | 1      |           |             |     | 1      |
| Romania              |        |           | 1           |     | 1      |
| Russia               | 1      |           |             |     | 1      |
| Turchia              | 1      |           |             |     | 1      |
| Ungheria             |        |           | 1           |     | 1      |
| Regno Unito          | 1      |           |             |     | 1      |
| Croazia              | 1      |           |             |     | 1      |
| Spagna               |        |           |             | 1   | 1      |
| Armenia              |        |           |             | 1   | 1      |